# Noordse combinatie op de Olympische Winterspelen 1994
Noordse combinatie is een van de sporten die beoefend werden tijdens de Olympische Winterspelen 1994 in Lillehammer, Noorwegen.

## Heren

### Individueel
| rang   | sporter(s)          | land | sprong (ptn) | 15 km (tijd) | verschil |
| ------ | ------------------- | ---- | ------------ | ------------ | -------- |
| Goud   | Fred Børre Lundberg | NOR  | 247.0        | 39:07.9      |          |
| Zilver | Takanori Kono       | JPN  | 239.5        | 39:35.4      | + 1:17.5 |
| Brons  | Bjarte Engen Vik    | NOR  | 240.5        | 39:43.2      | + 1:18.3 |
| 4      | Kenji Ogiwara       | JPN  | 231.0        | 39:30.7      | + 2:08.8 |
| 5      | Ago Markvardt       | EST  | 243.5        | 41:26.8      | + 2:41.9 |
| 6      | Hippolyt Kempf      | SUI  | 216.5        | 39:30.2      | + 3:45.3 |
| 7      | Jean-Yves Cuendet   | SUI  | 222.0        | 40:17.5      | + 3:55.6 |
| 8      | Trond Einar Elden   | NOR  | 201.5        | 38:07.7      | + 4:02.8 |

### Team
| rang   | sporter(s)                                             | land | sprong (ptn)      | 10 km (tijd)            | verschil  |
| ------ | ------------------------------------------------------ | ---- | ----------------- | ----------------------- | --------- |
| Goud   | Takanori Kono Masashi Abe Kenji Ogiwara                | JPN  | 255.0 233.0 245.5 | 27:55.2 27:49.1 27:07.5 | 1:22:51.8 |
| Zilver | Knut Tore Apeland Bjarte Engen Vik Fred Børre Lundberg | NOR  | 215.0 249.5 207.5 | 26:51.5 28:28.8 27:13.6 | + 4:49.1  |
| Brons  | Hippolyt Kempf Jean-Yves Cuendet Andreas Schaad        | SUI  | 193.0 240.5 210.0 | 27:35.6 28:02.0 27:32.3 | + 7:48.1  |
| 4      | Magnar Freimuth Allar Levandi Ago Markvardt            | EST  | 193.5 220.0 205.5 | 28:09.5 27:05.4 28:20.5 | + 10:15.6 |
| 5      | Zbynek Panek Milan Kučera František Maka               | CZE  | 210.5 206.5 186.5 | 27:23.4 28:45.0 27:57.5 | + 12:04.1 |
| 6      | Sylvain Guillaume Stéphane Michon Fabrice Guy          | FRA  | 193.0 191.5 173.0 | 26:45.8 27:09.8 26:57.4 | + 12:41.2 |
| 7      | John Jarrett Todd Lodwick Steven Heckman               | USA  | 193.5 221.0 187.5 | 27:49.8 29:03.2 28:17.4 | + 13:15.6 |
| 8      | Topi Sarparanta Jari Mantila Tapio Nurmela             | FIN  | 189.5 202.0 200.5 | 28:05.5 28:44.7 27:42.2 | + 13:27.6 |

## Medaillespiegel
| rang | land        | goud | zilver | brons | totaal |
| ---- | ----------- | ---- | ------ | ----- | ------ |
| 1    | Noorwegen   | 1    | 1      | 1     | 3      |
| 2    | Japan       | 1    | 1      | 0     | 2      |
| 3    | Zwitserland | 0    | 0      | 1     | 1      |
|      |             | 2    | 2      | 2     | 6      |